# Nematopodius indicus
Nematopodius indicus là một loài tò vò trong họ Ichneumonidae.